# Захаров, Виктор Николаевич (историк)
Виктор Николаевич Захаров (род. 12 августа 1951) — советский и российский историк, доктор исторических наук. Заместитель директора Института российской истории РАН по научной работе.

## Биография
В 1979 году окончил исторический факультет Московского государственного университета им. М. В. Ломоносова, аспирантуру окончил там же в 1982 году. В 1983 году защитил кандидатскую диссертацию «Торговая деятельность западноевропейских купцов в России в конце XVII — первой четверти XVIII в.» под руководством Н. Б. Голиковой. Докторская диссертация «Западноевропейские купцы во внешней и внутренней торговле России XVIII века» была защищена в 2001 году. С декабря 2013 по 2021 год — заместитель директора Института российской истории РАН по научной работе.
Является заместителем председателя диссертационного совета ИРИ РАН, членом диссертационного совета Московского государственного областного университета, в феврале 2022 года утверждён в должности главного редактора журнала «Российская история», член редколлегии «Вестника МГОУ. Серия История и политические науки» и Новой российской энциклопедии.

## Основные работы
- Территория и власть в новой и новейшей истории Российского государства / Отв. ред. В. Н. Захаров. М.: РОССПЭН, 2012[4] (в соавторстве);
- Merchant Colonies in the Early Modern Period. /Ed. by Victor N. Zakharov, Gelina Harlaftis and Olga Katsiardi-Hering. London, 2012 (в соавторстве);
- История налогов в России. IX — начало XX века. М., 2006 (в соавторстве с Ю. А. Петровым и М. К. Шацилло);
- Западноевропейские купцы в российской торговле XVIII века. М., 2005;
- Московский Кремль. Хроника исторических событий. (1147—1480). М., 2005;
- «Наши суда, отправленные в Архангельск… были задержаны королевскими властями». Из фондов Государственного архива Гамбурга. 1703 г. // Исторический архив. 2012. № 6. С.176 — 182;
- Представление о восточной границе Европы и европейской идентичности в России в XVIII в. // Историк и педагог: Сборник статей памяти профессора А. С. Рудя /Отв. ред. В. В. Шелохаев. М., 2012. С. 122—131;
- Die Außenhandelstätigkeit der Kaufmannschaft Narvas im 18. Jahrhundert // Narva und die Ostseeregion / Hrsg. мon Karsten Brüggemann. Narva, 2004. S. 47-59;
- Ростокские купцы в Петербурге в XVIII веке //От Древней Руси к России нового времени. Сб.статей / Сост. А. В. Юрасов. М., 2003. С. 359—365.